# Naomi Foner
Naomi Foner Gyllenhaal, nata Naomi Achs (New York, 15 marzo 1946), è una sceneggiatrice e regista statunitense.
Proveniente da una ricca famiglia ebrea-ashkenazita newyorkese, figlia dei dottori Ruth Silbowitz (1920-1968) e Samuel Achs (1919-2014), nonché nipote dell'avvocato Freda Silbowitz Hertz (1915-2013), dopo aver divorziato dal primo marito Eric Foner (docente di storia alla Columbia University) si è risposata col regista Stephen Gyllenhaal da cui ha avuto Jake e Maggie, entrambi avviati a una carriera cinematografica molto promettente.
Nel 1988 ha ricevuto un Golden Globe e una nomination all'Oscar per la sceneggiatura di Vivere in fuga di Sidney Lumet.
Tra gli altri suoi lavori, ricordiamo i film diretti dal marito Dangerous Woman - Una donna pericolosa (1993) e Lontano da Isaiah (1995).
Nel 2013 esordisce alla regia con il film Very Good Girls, interpretato da Dakota Fanning ed Elizabeth Olsen.